# Parquet national financier
Le parquet national financier (PNF) est une institution judiciaire française créée en décembre 2013 et chargée de traquer la grande délinquance économique et financière. Depuis son installation, le 1er mars 2014, le procureur de la République financier traite les affaires d'une grande complexité pour lesquelles il a compétence sur tout le territoire français. Il est actuellement dirigé par Jean-François Bohnert.

## Histoire
À la suite d'un scandale politico-financier mettant en cause Jérôme Cahuzac — ministre délégué chargé du Budget —, le gouvernement français décide de doter l'institution judiciaire « d'instruments nouveaux permettant de faciliter la détection des infractions, de renforcer l'efficacité des poursuites et d'accroître le recouvrement des avoirs criminels qui en sont le produit. ». L'objectif est de « lutter de manière déterminée contre toutes les formes de fraudes et d'atteintes à la probité portant atteinte tant à la solidarité nationale qu'à l'exemplarité de la République ».
- Les lois relatives à la transparence de la vie publique[2], adoptées le 17 septembre 2013, sont suivies de la création de la Haute Autorité pour la transparence de la vie publique.
- L'office central de lutte contre la corruption et les infractions financières et fiscales (OCLCIFF) est créé par le décret du 25 octobre 2013[3],[4].

C'est dans le prolongement de cette politique de lutte contre les atteintes à la probité que le procureur de la République financier, à la tête du parquet national financier, est institué le 1er février 2014 par la loi organique du 6 décembre 2013ainsi que la loi du même jour relative à la lutte contre la fraude fiscale et la grande délinquance économique et financière. Le 9 septembre 2014, la 32e chambre correctionnelle du tribunal de grande instance de Paris est créée et est dédiée aux affaires traitées notamment par le PNF,. Il existe ainsi juridiction nationale, au niveau du parquet et au niveau de l'instruction et du jugement.
Lors de sa création, le parquet national financier hérite de certaines affaires en cours dans les juridictions interrégionales spécialisées (JIRS),.
D'après la circulaire de politique pénale en date du 31 janvier 2014, le procureur de la République financier, qui fait appel à des services d'enquêtes dédiés, a vocation à travailler en particulier avec l'Office central de lutte contre la corruption et les infractions financières et fiscales (OCLCIFF) — qui « apparaît comme [son] interlocuteur naturel ». Il peut néanmoins s'appuyer également sur la Brigade de répression de la délinquance économique et la Section de Recherche de Paris.

## Compétences

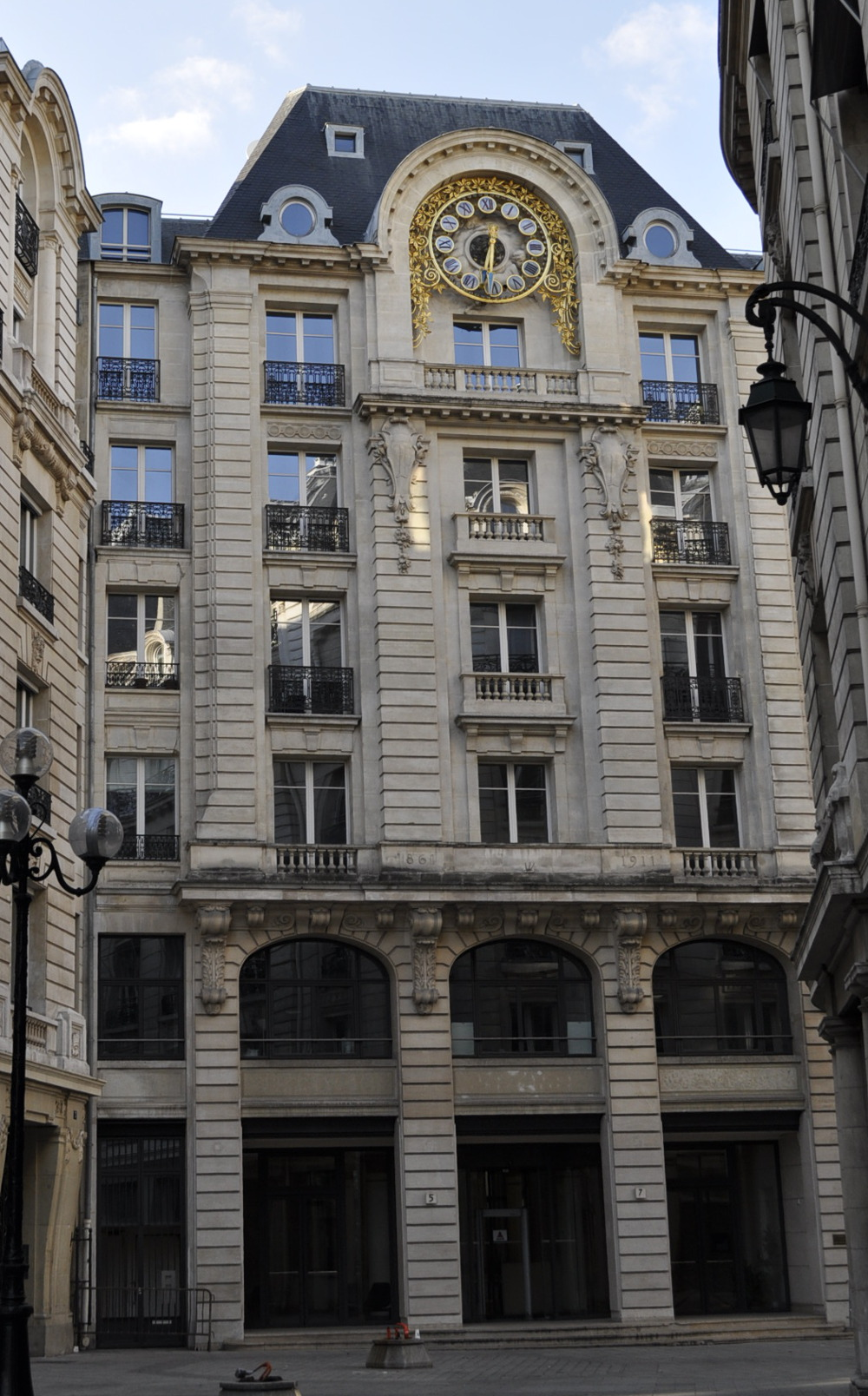
Entre 2014 et 2018, le parquet national financier et la JIRS du TGI de Paris sont installés au 5 rue des Italiens à Paris.

Depuis le 16 mai 2018, le parquet national financier occupe le 20e étage du Tribunal de Paris.

Le parquet financier a une compétence géographique étendue à tout le territoire national et une compétence matérielle limitée aux infractions économiques et financières les plus graves. Il prend en charge les dossiers d'une grande complexité, concernant la lutte contre la fraude fiscale, la corruption ainsi que les affaires boursières (délit boursier, délit de manipulation des cours) qui relèvent de la compétence exclusive du nouveau procureur financier, : en effet, « l'instauration du parquet financier permet une spécialisation du ministère public permettant d'accroître son action contre la très grande délinquance économique et financière, dont relève la fraude fiscale complexe ».
La spécialisation du parquet national financier doit notamment permettre une plus grande rapidité de traitement des dossiers. Cette célérité fait sa marque de fabrique. Il est avec le parquet national antiterroriste, l'un des deux parquets à compétence nationale.
Les compétences du PNF sont élargies aux associations de malfaiteurs (loi renforçant la lutte contre le crime organisé, le terrorisme et leur financement, et améliorant l'efficacité et les garanties de la procédure pénale de 2016), aux abstentions de prendre les mesures de mises en conformité après des faits de corruption (loi relative à la transparence, à la lutte contre la corruption et à la modernisation de la vie économique de 2016) et aux pratiques anticoncurrentielles (2020).

## Dossiers traités
Entre février 2014 et janvier 2017, 401 procédures ont été ouvertes ; 180 pour fraudes fiscales, 173 « atteinte à la probité », et 48 concernant des abus de marché. Éliane Houlette considère que l'enquête menée sur la société Google France est « la plus emblématique ». Avec l'objectif de réduire la longueur des procédures, la mise en œuvre de l'enquête préliminaire est privilégiée par l'institution.
La question de l'indépendance du parquet financier est parfois posée.
Jean-François Bohnert précise en répondant à une commission d'enquête de l'Assemblée nationale « les remontées d’information sont des synthèses et ne comportent ni pièce, ni réquisitoire, comme cela se faisait il y a une dizaine d’années au sein de la magistrature française. Des échanges de documents peuvent cependant avoir lieu avec le parquet général si nous avons un doute sur l’analyse juridique, sur la qualification juridique des faits, sur la rédaction des chefs de prévention qui vont ensuite lier le tribunal. Il ne s’agit cependant pas de soumettre notre travail à approbation ».

### Affaire Airbus
En janvier 2020, la presse annonce que les tribunaux français, britannique et américain ont validé les accords passés en début de semaine par Airbus et le parquet national financier (PNF) français, le Serious Fraud Office (SFO) britannique et le Department of Justice (DOJ) américain en vertu desquels le groupe européen s'engage à payer des amendes d'un montant total de 3,6 milliards d'euros : 2,08 milliards en France dans le cadre d'une convention judiciaire d'intérêt public (CJIP), 984 millions au Royaume-Uni et 526 millions aux États-Unis, « la plus grosse affaire de corruption que l'Europe ait connu ».
Le PNF, le SFO et le DOJ enquêtaient conjointement depuis 2016 sur les « irrégularités » portant notamment sur les agents commerciaux intervenant dans les contrats de ventes d'avions. Au total, ces irrégularités concernent des contrats conclus en Chine, dans les Émirats arabes unis, en Corée du Sud, au Japon, en Arabie saoudite, à Taïwan, au Koweït, en Turquie, en Russie, au Mexique, au Brésil, au Viêt Nam, en Inde, en Colombie et au Népal.
Éric Russo, procureur, a fait état des « pratiques massives de corruption au sein de la société » et « des faits qui disent qu'Airbus a corrompu des dirigeants publics étrangers et des compagnies aériennes pour obtenir des contrats ». Ces faits ont été constitués par le versement de millions d'euros de commissions ou d'avantages en nature occultes, a-t-il expliqué. Les faits et pratiques de corruption dans cette affaire sont détaillés dans la Convention judiciaire d'intérêt public du 29 janvier 2020.
Aujourd'hui dissoute, l'unité du groupe Airbus baptisée « Strategy and Marketing Organization » (SMO), dirigée par Marwan Lahoud, était au cœur du dossier,.
Ces accords permettent de clore les poursuites contre Airbus, mais ne concernent qu'Airbus en tant que personne morale et pas ses dirigeants ou ex-dirigeants. Mediapart cite sur ce point le procureur financier : « Le procureur national financier a indiqué vendredi que l’enquête allait se poursuivre pour « examiner maintenant les responsabilités individuelles » des salariés et dirigeants de l’avionneur ».
La quasi-totalité des articles parus sur ces accords souligne que les ex-dirigeants pourront être inquiétés dans le cadre d'une enquête préliminaire toujours en cours qui concerne donc Marwan Lahoud, impliqué à titre personnel dans ce scandale de corruption à grande échelle, en tant qu'ancien dirigeant d'Airbus, et précisément responsable du groupe SMO. L'accord signé en outre avec le SFO (Serious Fraud Office) en Grande-Bretagne le 31 janvier 2020 précise page 2 et 3 que les poursuites ne sont pas arrêtées pour l'affaire GPT, et que ledit accord ne concerne pas les personnes privées, mais seulement Airbus.

### Affaire Fillon
En janvier 2017, le PNF se saisit de l'affaire Fillon,, en ouvrant une enquête préliminaire à la suite des révélations du Canard enchaîné.
La question de la compétence du PNF en la matière est soulevée par les défenseurs, mais ne peut être tranchée que lors d'un éventuel procès. Pour l'avocat pénaliste Éric Dupond-Moretti, la séparation des pouvoirs législatif et judiciaire interdit précisément au PNF de mener l'enquête à ce stade. Il précise que « selon le droit parlementaire, c'est au bureau de l'Assemblée nationale de se saisir de cette affaire et d'enquêter ».
Le 15 février 2017, le parquet général de Paris aurait fait pression sur Éliane Houlette à la tête du parquet national financier pour qu'elle ouvre une information judiciaire contre François Fillon. Cependant, un rapport du Conseil supérieur de la magistrature rendu public en septembre 2020 conclut que si l'on peut parler de « pression » vécue par des magistrats du PNF, cela ne doit pas être entendu au sens d' « influence coercitive » mais plutôt de « source de stress » ; le rapport conclut également que « la justice a fonctionné dans cette affaire de façon indépendante et conforme aux principes régissant l'exercice du ministère public ».
Le 16 février, le PNF déclare dans un communiqué que « les nombreux éléments recueillis ne permettent pas d'envisager, en l'état, un classement sans suite de la procédure »,.
Treize juristes reprennent la formule du « coup d'État institutionnel » utilisée par François Fillon, dénonçant une procédure qu'ils jugent illégale. Ils affirment que l'action judiciaire en cours viole le Code constitutionnel et que « les faits allégués contre le candidat n'entrent pas dans les chefs de compétence » du PNF.  
Jean-Jacques Urvoas, ministre de la justice, affirme que rien ne justifierait la suspension des investigations, et rejette les accusations d'intervention politique ou l'idée de complot — selon lui, « imaginer aujourd'hui que des instructions aient pu être ordonnées […] est tout simplement absurde, parce qu'illégal ».
Tandis que François Fillon affirme que « l'État de droit a été violé », une seconde candidate, Marine Le Pen — elle-même visée par une enquête sur des soupçons d'emplois fictifs —, refuse de répondre aux convocations, en déclarant que les magistrats sont là « pour appliquer la loi, pas pour l'inventer ». Pour Virginie Duval, présidente de l'Union syndicale des magistrats, ces arguments « ne visent qu'à troubler l'électorat, à des fins purement politiciennes ». La loi est simple et « lorsqu'une infraction est suspectée, une enquête doit être menée […] », rien ne devrait permettre d'accepter que des candidats « soient préservés de toute enquête, du seul fait de leur candidature […] ».

### Autres affaires
Du fait de sa spécialité, le parquet national financier est amené à enquêter sur des affaires qui peuvent être très médiatisées.
- Le parquet national financier a requis contre François Pérol deux ans de prison devant le tribunal correctionnel en 2015, puis devant la cour d'appel en 2017 pour prise illégale d'intérêts à la BPCE. Il sera relaxé[43].
- Depuis 2016, plusieurs magistrats travaillent sur les Panama Papers et les Football Leaks[44],[45].
- Le parquet a également enquêté sur des affaires de corruption dans l'attribution de grandes compétitions sportives[46].
- Le PNF a ouvert un dossier contre Lycamobile début 2016[47].
- Le PNF a, depuis octobre 2016, ouvert une enquête sur la vente de sous-marins classe Scorpène de la France au Brésil, contrat signé sous le mandat de Nicolas Sarkozy[48].
- À la suite d'une plainte déposée par Jean-Luc Touly, salarié de Veolia et syndicaliste, une enquête est ouverte en novembre 2016. La filiale roumaine du groupe, « chargée de la distribution de l'eau à Bucarest, est soupçonnée d'avoir versé plus de 12 millions d'euros de pots-de-vin entre 2008 et 2015 en échange de décisions favorables des autorités locales »[49].
- Deux affaires visant l'ex-ministre de l'Intérieur Claude Guéant : la vente de deux tableaux dans des conditions obscures ainsi que l'octroi de primes de cabinet lorsqu'il était directeur de cabinet de Nicolas Sarkozy au ministère de l'Intérieur, susceptibles de constituer un détournement de fonds publics[50].
- En janvier 2017, le parquet requiert deux ans de prison avec sursis contre le sénateur Serge Dassault soupçonné de blanchiment de fraude fiscale[51],[52].
- Toujours en 2017, le parquet ouvre une enquête préliminaire concernant l'emploi des filles du ministre de l'Intérieur Bruno Le Roux comme collaboratrices parlementaires à l'époque où ce dernier était député[53].
- En 2018, une enquête est ouverte sur le secrétaire général de l'Élysée Alexis Kohler pour de possibles prises d'intérêts en faveur de Mediterranean Shipping Company[54].
- En décembre 2020, dans l'affaire dite « des écoutes », les magistrats du parquet national financier (PNF) ont requis à l’encontre de l’ex-chef de l'État Nicolas Sarkozy quatre ans d’emprisonnement, dont deux avec sursis. L’accusation a demandé les mêmes peines pour Gilbert Azibert et Thierry Herzog, demandant pour ce dernier qu’elle soit assortie de cinq ans d’interdiction professionnelle[55].

## Magistrats

### Effectif
En 2023, le parquet national financier comprend 39 personnes dont 19 magistrats. En 2013, le besoin était évalué à 22 magistrats.

### Procureur de la République financier
Le parquet national financier est dirigé par le procureur de la République financier, lui-même sous l'autorité du procureur général de Paris.
| Identité              | Période         | Période      |
| Identité              | Début           | Fin          |
| --------------------- | --------------- | ------------ |
| Éliane Houlette,      | 30 janvier 2014 | 30 juin 2019 |
| Jean-François Bohnert | 7 octobre 2019  | En cours     |

### Polémiques concernant Éliane Houlette
En 2019, un magistrat du parquet, Patrice Amar, est muté à la cour d'appel pour avoir écrit une lettre incriminant sa cheffe Éliane Houlette. Le conflit tourne autour d'un cabinet d'avocats mis en cause dans un dossier de délit d'initié instruit par le PNF. Éliane Houlette connaît bien ce cabinet et sa propre fille, avocate, y travaille comme collaboratrice. Le magistrat réintègre le PNF quelques mois plus tard.
En septembre 2019, une enquête préliminaire est ouverte dans une affaire de possible violation du secret de l'instruction impliquant l'ancienne dirigeante du PNF Éliane Houlette.
En juin 2020, considérant que « les choix du PNF à l'encontre de Nicolas Sarkozy ou de François Fillon ont contribué à les éliminer de la course à l'élection présidentielle de 2017 », le député Éric Ciotti annonce vouloir déposer une « proposition de loi pour supprimer le PNF ».

### Autres polémiques
En février 2020, Le Parisien révèle une affaire de harcèlement perpétré par un vice-procureur du parquet national financer. Jean-Francois Bohnert est mis au courant des faits le 7 novembre 2019 par une fonctionnaire du parquet, prend connaissance des faits auprès de la principale victime et alerte Catherine Champrenault, procureure générale de la cour d'appel de Paris. Cela mène à une enquête disciplinaire et la saisie du Conseil supérieur de la magistrature par le ministère de la Justice. Cependant, en août 2020, Mediapart révèle que Jean-Francois Bohnert avait initialement simplement « remonté les bretelles » du magistrat concerné, sans faire remonter l'affaire. Ce n'est qu'après que la victime lui exprime sa surprise par rapport à cette décision le 29 novembre 2019 et que Mediapart manifeste son intérêt pour l'affaire le lendemain qu'il décide de mettre au courant la procureure générale de Paris le 9 décembre 2019.
Jean-Francois Bonhert décide en août 2020 d'écarter la fonctionnaire du parquet national financier qui lui avait signalé l'affaire de harcèlement en novembre 2019, dans le but de la remplacer par un magistrat professionnel. Il affirme que cette décision est « étrangère » à l'affaire. Le ministère de la Justice affirme en août 2020 qu'il ne procèdera à « aucune nomination de magistrat » tant que la fonctionnaire, « qui est toujours en poste, n'aura pas bénéficié elle-même d'une nouvelle affectation ».
En juin 2020, Le Point révèle que dans le cadre d'investigation visant Nicolas Sarkozy, les factures téléphoniques d’avocats ont été épluchées. Cette procédure a été critiquée, Me Canu-Bernard reprochant notamment au Parquet d'avoir « détourné la procédure légale permettant les écoutes d’un avocat ». Celle-ci impose normalement d’informer le bâtonnier et de préciser le motif. Le bâtonnier de Paris, Me Olivier Cousi estime lui que « si ces faits sont avérés, ils représentent une menace inquiétante pour le secret professionnel »,.
Le ministre de la Justice, Éric Dupond-Moretti, demande en septembre 2020 l’ouverture d’une enquête disciplinaire contre trois magistrats du PNF, Patrice Amar, Ulrika Delaunay-Weiss et Éliane Houlette, impliqués dans des investigations qui l’avaient visé en 2014 dans le cadre de l'affaire Bismuth. Alors que cette décision semble relever, selon Mediapart, d'un « règlement de comptes au milieu d'un océan de conflits d'intérêts », deux syndicats de magistrats parlent d’une affaire d'une gravité « inédite ».

## Logotype
